# Viden
Med viden menes oftest alt hvad en person har lært om et eller flere emner, gennem erfaring eller undervisning. Indenfor filosofi er studiet af viden kaldt epistemologi. I praksis betyder "at vide" ofte, at man føler sig sikker på, at noget er i overensstemmelse med virkeligheden.
At noget er videnstungt betyder at det kræver uddannelse og indsigt. For eksempel siger man at en virksomhed er videnstung når en stor del af dets medarbejderne har en længerevarende uddannelse.

## Klassisk definition
Den klassiske definition af viden stammer fra Platon og lyder: "Viden er sand, begrundet overbevisning". Videnskaberne var tilsvarende forstået som dels producenterne af viden, dels som den kumulerede mængde af viden.[kilde mangler]
Hovedproblemet ved Platons definition er, at meget lidt eller intet kan siges at være ubetviveligt sandt eller udtømmende begrundet. Mange anser viden for fallibel, dvs principielt modificerbar. Viden bliver da i den pragmatiske filosofi anvendt om noget der er så godt som sikkert, fx det forskningen producerer og det, man lærer i uddannelsessystemet, inklusive færdigheder (at vide hvordan man gør noget).
Platons brug af ordet "overbevisning" umuliggør hans definition af viden.
En overbevisning sidestilles med en tro, som ikke kræver bevisførelse.
Viden skal defineres som ”Viden er en sand, absolut, bevist egenskab”.
Med denne definition kan viden indkorporeres i begrebet videnssamfund.
Skærer man begrebet viden ind til benet, får man at viden er genkaldeligt sanseindtryk i overensstemmelse med virkeligheden.

## Vidensformer
Vidensformer dækker over de forskellige opdelinger af viden. Det drejer sig i højre grad om formen af viden og ikke så meget indholdet. Eksempler på vidensformer er:
- Empirisk viden
- Praktisk viden
- Æstetisk viden
- Etisk viden
- Eksplicit viden
- Tavs viden
- Deklarativ viden
- Indlejret viden
- Procedureviden
- Viden gennem kundskab.
- Teoretisk viden

Hvis man vil vide mere om begrebet vidensformer, anbefales det bl.a. fra Folkeskolen.dk at læse Gustavsson (Gustavsson, B. (2001). Vidensfilosofi. Klim.)
Gustavsson kommer blandt andet ind på Aristoteles' tre vidensformer; teoretisk-videnskabelig viden (episteme), praktisk-produktiv kyndighed (techné) og praktisk-etiske klogskab (fronesis).
Ifølge Qvortrup er der fire vidensformer, der dækker: kompetence, kvalifikationer, kreativitet og kultur. 